# Pohulanka (województwo lubelskie)
Pohulanka – wieś w Polsce położona w województwie lubelskim, w powiecie parczewskim, w gminie Parczew. Leży przy drodze wojewódzkiej nr 813.
W latach 1975–1998 miejscowość położona była w województwie bialskopodlaskim.
Wieś stanowi sołectwo w gminie Parczew. Według Narodowego Spisu Powszechnego z roku 2011 wieś liczyła 40 mieszkańców.
Wierni Kościoła rzymskokatolickiego należą do parafii Opatrzności Bożej w Parczewie.